# Let's Rock-N-Roll
| Recensione | Giudizio |
| ---------- | -------- |
| Allmusic   |          |

Let's Rock-N-Roll è il primo album in studio del gruppo hard rock statunitense Charm City Devils, pubblicato il 26 maggio 2009.

## Tracce
1. Let's Rock-N-Roll (Endless Road) – 3:04
2. House Fire – 3:13
3. 10,000 Miles – 3:19
4. Best of the Worst – 3:42
5. True Love (Hell Yeah) – 3:47
6. Money – 2:47
7. One Day – 3:32
8. Almost Home – 3:44
9. Night Is Dark – 3:47
10. Pour Me – 3:41
11. Burn Baby Burn – 2:19

## Formazione
- John Allen – voce
- Anthony Arambula – basso
- Jason Heiser – batteria
- Victor Karrera – chitarra
- Nick Kay – chitarra

## Classifiche
| Classifica         | Posizione massima |
| ------------------ | ----------------- |
| US Top Heatseekers | 28                |